# The Ninth Gate
The Ninth Gate (bra: O Último Portal; prt: A Nona Porta) é um filme hispano-franco-estadunidense de 1999 dirigido por Roman Polanski, com roteiro de John Brownjohn, Enrique Urbizu e do próprio Polanski baseado no romance The Club Dumas, de Arturo Pérez-Reverte.

## Sinopse
Dean Corso é um especialista de má reputação em livros raros. É contratado por Boris Balkan, rico editor e bibliófilo cuja temática é o demônio. Ele é o recém possuidor do livro Os Nove Portais para o Reino das Sombras, do veneziano Aristide Torchia publicado em 1666, que pertencia a Andrew Telfer que se suicidara. Balkan não acredita na autenticidade do livro e pede a Corso compará-lo com os outros dois exemplares que restam no mundo: o da coleção Fargas em Sintra, Portugal e o da coleção Kessler, em Paris.
O apartamento de Corso é revirado e Bernie, um livreiro a quem pede que guarde o livro enquanto se prepara para viajar, é assassinado. Desconfia que seja por causa do livro e tenta desistir do contrato com Balkan, mas este aumenta a oferta em dinheiro. Passa a ser seguido uma misteriosa mulher.
Inicia sua pesquisa em Toledo na Espanha, onde encontra-se com os livreiros irmãos Ceniza, antigos proprietários do exemplar de Telfer, que lhe demonstra que além Torchia, algumas figuras foram assinadas pelas iniciais "LCF". Enquanto analisa o exemplar de Victor Fargas, nota que as xilogravuras não são exatamente iguais. No dia seguinte, Fargas é encontrado morto e seu exemplar queimado. Passa a ser perseguido pelo guarda-costas da viúva de Telfer, porém é ajudado pela mulher misteriosa.
Em Paris é recebido relutantemente pela baronesa Kessler, mas obtém mais informações sobre o livro: foi uma adaptação de Torchia ao Delomelanicon escrito pelo próprio Lúcifer. Enquanto analisava o livro, a baronesa é morta.
Acaba perdendo o exemplar de Balkan para Liana e seu guarda-costas mas os reencontra numa reunião da sociedade secreta Ordem da Serpente de Prata. Porém Balkan irrompe no local, mata Liana e recupera seu livro.
Por meio de um cartão-postal de um castelo abandonado, localiza Balkan. Este está prestes a iniciar o ritual para abrir o nono portal, convencido de que decifrou o enigma, porém a nona xilogravura era falsa.

## Elenco
- Johnny Depp — Dean Corso
- Frank Langella — Boris Balkan
- Emmanuelle Seigner — mulher
- Lena Olin — Liana Telfer
- Barbara Jefford — Baronesa Kessler
- José López Rodero — Pablo e Pedro Ceniza/marceneiros
- Jack Taylor — Victor Fargas
- James Russo — Bernie, o livreiro
- Tony Amoni — guarda-costas de Liana
- Allen Garfield — Witkin
- Maria Ducchesi — secretária da Baronesa
- Willy Holt — Andrew Telfer
- Jacques Collard — Gruber

## Produção
O roteiro baseou-se no livro El club Dumas de Arturo Pérez-Reverte. São citados ao longo do filme diversos livros históricos: Hypnerotomachia Poliphili, Os trabalhos de Persiles e Sigismunda, os quatro volumes de Don Quixote de la Mancha, La Démonomanie des Sorciers de Jean Bodin, Daemonolatreiae libri tres de Nicolas Rémy, Compendium Maleficarum de Francesco Maria Guazzo,  Como Fazer Amigos e Influenciar Pessoas de Dale Carnegie, Dictionnaire Infernal de Plancy e Del compendio de' secreti rationali de Leonardo Fioravanti.
A trilha sonora foi realizada por Wojciech Kilar e contou com a participação Sumi Jo e a Orquestra Filarmônica da Cidade de Praga. Filmado em locação em Portugal, Espanha, França e nos Studios d'Epinay em Paris. O Château de Puivert foi utilizado para a imagem e o local do cartão-postal.